# 長野県道483号大屋停車場田沢線
長野県道483号大屋停車場田沢線（ながのけんどう483ごう おおやていしゃじょうたざわせん）は、長野県上田市と東御市を結ぶ一般県道。なお、県道標識は設置されていない。

## 概要

### 路線データ
- 起点：上田市大屋（しなの鉄道線大屋駅、国道152号交点）
- 終点：東御市大字和字田沢

## 通過する自治体
- 上田市
- 東御市

## 交差・接続する道路
- 国道152号 - 上田市大屋（しなの鉄道線大屋駅、起点）
- 国道18号 - 上田市大屋 - 東御市和
- 長野県道79号小諸上田線 - 東御市大字和字大川（下大川交差点）
- 長野県道4号真田東部線 - 東御市大字和字田沢